# CA Bizertin
Club Athlétique Bizertin (CAB) (arab. النادي الرياضي البنزرتي) – tunezyjski klub piłkarski, grający obecnie w pierwszej lidze, mający siedzibę w mieście Bizerta, leżącym nad Morzem Śródziemnym.

## Historia
Klub został założony 20 czerwca 1928 roku. W latach 40., kiedy Tunezja była jeszcze francuską kolonią trzykrotnie wywalczył mistrzostwo Tunezji, a swój ostatni tytuł mistrzowski zdobył w 1984 roku. W 1988 osiągnął swój jedyny międzynarodowy sukces – zdobył Puchar Zdobywców Pucharów Afryki dzięki wygraniu dwumeczu z nigeryjskim Ranchers Bees (0:0, 1:0).

## Sukcesy
- Championnat de Tunisie: 4
  - mistrzostwo: 1944¹, 1945¹, 1948¹, 1984

- Puchar Tunezji: 3
  - 1982, 1987, 2013

- Puchar Ligi Tunezyjskiej: 1
  - 2004

- Puchar Zdobywców Pucharów Afryki: 1
  - 1988

¹tytuły zdobyte przed osiągnięciem niepodległości

## Skład na sezon 2015/2016
| Nr | Poz. | Piłkarz                 |
| -- | ---- | ----------------------- |
| 1  | BR   | Wassim Nawara           |
| 3  | OB   | Slimène Kchok           |
| 5  | OB   | Khaled Hmani            |
| 7  | NA   | Mobtagha Ouerghi        |
| 8  | PO   | Youssef Trabelsi        |
| 9  | NA   | Mossaâb Sassi           |
| 10 | PO   | Nour Hadhria            |
| 12 | PO   | Yassine Salhi           |
| 13 | OB   | Houssem Ben Haj Mabrouk |
| 14 | OB   | Hamza Mathlouthi        |

| Nr | Poz. | Piłkarz             |
| -- | ---- | ------------------- |
| 17 | PO   | Youssoupha Mbengue  |
| 19 | NA   | Ahmed Mahmoud Zuway |
| 20 | NA   | Onuoha Ogbonna      |
| 21 | OB   | Fakhreddine Jaziri  |
| 24 | OB   | Ali Machani         |
| 26 | PO   | Bilel Saidani       |
| 28 | PO   | Zoubaier Darragi    |
| 30 | PO   | Hatten Baratli      |
| 32 | BR   | Ali Ayari           |